# Nueva Iniciativa Croata
El Partido Campesino Croata - Nueva Iniciativa Croata (en croata: Hrvatska seljačka stranka - Nova Hrvatska inicijativa) es un partido político croata de Bosnia y Herzegovina. 
En 2007, la división del Partido Campesino Croata en Bosnia y Herzegovina y Nueva Iniciativa Croata se fusionaron. La Nueva Iniciativa croata se formó como un grupo escindido de la Unión Democrática Croata de Bosnia y Herzegovina de Krešimir Zubak. 